# Joop Colson
Johannes Lodewijk Thadeus (Joop) Colson (Den Haag, 8 februari 1901 - Baarn, 6 november 1966) was een Nederlands fotograaf. Hij was de tweede zoon van François Joseph Marie Colson (1878-1911), de 'wonderdokter van Ginneken'.
Joop Colson werd opgevoed door zijn moeder Christina Timmer, die bekendheid verwierf als pacifiste en socialiste. 
Na zijn studie werkte hij op de nachtredactie binnenland van persbureau Vaz Dias. Hij zou 25 jaar lang stadhuisfotograaf van Amsterdam blijven. Op 31 december 1930 trouwde hij in Amsterdam met Alida (Ali) Hendrica van Ingen. In de dertiger jaren van de twintigste eeuw begon hij een fotozaak bij het Amsterdamse stadhuis. Een groot deel van zijn werk bestond uit het maken van trouwreportages. Ook fotografeerde hij op Schiphol, bij de Amsterdamse rondvaartboten en in dierentuin Artis. Tot zijn leerlingen behoorde de latere regisseur Ton Hasebos. In de Tweede Wereldoorlog legde Colson als onderduiker enkele razzia's op foto vast. Tijdens de bezetting hielp hij bij het namaken van persoonsbewijzen onder de schuilnaam Andries van Tesselaar.
Joop Colson was vele jaren lid van kunstenaarssociëteit De Kring.
In 1946 vestigde hij zich op het door de Duitsers en Canadezen uitgewoonde Kasteel Groeneveld in Baarn. Zijn moeder  Christina Colson was dat jaar in het kasteel een kindertehuis begonnen, eerder had zij in Groningen een tehuis voor weeskinderen. De Colsons huurden het grote buiten van Staatsbosbeheer voor een symbolisch bedrag. Met zijn vrouw Ali bouwde Colson het kasteel om tot een vrijplaats voor kunstenaars. Tot de gasten behoorden Cees Nooteboom, Ed van der Elsken, Simon Vinkenoog, Jan Vrijman, Karel Appel en decorontwerper Weynand Grijzen. Andere gasten waren dichteres Fritzi Harmsen van Beek, danser Hans van Manen en kunstschilder Bob Buys van wie Colson een aantal werken in bezit had.
Na het overlijden van zijn vrouw Ali in 1965 bleef Joop Colson tot zijn dood op Kasteel Groeneveld wonen. Na de dood van Colson maakte Jan Vrijman over hem de documentaire Een vervuld leven die op televisie werd uitgezonden.
Joop Colson overleed in het ziekenhuis van Baarn en werd begraven op de Nieuwe algemene begraafplaats in Baarn.
- Digitale Bibliotheek voor de Nederlandse Letteren: cols002
- Nederlandse Thesaurus van Auteursnamen: 106816411
- RKD-Nederlands Instituut voor Kunstgeschiedenis: 123657
- Union List of Artist Names: 500546124
- Virtual International Authority File: 281127120
- WorldCat: E39PBJrKPfT8V36kRYcJFpHt8C